# И
I (И и; in nghiêng: И и) là một chữ cái được sử dụng trong hầu hết bảng chữ cái Kirin ngoại trừ tiếng Belarus.
И thường đại diện cho nguyên âm không tròn môi trước đóng /i/ (ví dụ: trong tiếng Nga), như cách phát âm của ⟨i⟩ trong "machine", hoặc nguyên âm không tròn môi trước gần đóng /ɪ/, (ví dụ: trong tiếng Ukraina), giống như cách phát âm của ⟨i⟩ trong "bin".

## Lịch sử
И có nguồn gốc từ chữ cái Hy Lạp Eta (Η η), chữ Cyrillic ⟨И⟩ có hình dạng ⟨Η⟩ cho đến thế kỷ 13.
Tên của chữ Cyrillic І trong bảng chữ cái Kirin cổ là ижє (iže), có nghĩa là "cái nào".
Trong chữ số Kirin, И có giá trị là 8, tương ứng với chữ cái Hy Lạp Eta.

## Các chữ cái liên quan và các ký tự tương tự
- Η η : Chữ cái Hy Lạp Eta
- H h : Chữ cái Latinh H
- Ι ι : Chữ cái Hy Lạp Iota
- I i : Chữ cái Latinh I
- Й й : Chữ cái Kirin Short I
- І і : Chữ cái Kirin Dotted I

## Mã máy tính
| Kí tự               | И                         | И                         | и                       | и                       |
| ------------------- | ------------------------- | ------------------------- | ----------------------- | ----------------------- |
| Tên Unicode         | CYRILLIC CAPITAL LETTER I | CYRILLIC CAPITAL LETTER I | CYRILLIC SMALL LETTER I | CYRILLIC SMALL LETTER I |
| Mã hóa ký tự        | decimal                   | hex                       | decimal                 | hex                     |
| Unicode             | 1048                      | U+0418                    | 1080                    | U+0438                  |
| UTF-8               | 208 152                   | D0 98                     | 208 184                 | D0 B8                   |
| Tham chiếu ký tự số | &#1048;                   | &#x418;                   | &#1080;                 | &#x438;                 |
| KOI8-R and KOI8-U   | 233                       | E9                        | 201                     | C9                      |
| Code page 855       | 184                       | B8                        | 183                     | B7                      |
| Code page 866       | 136                       | 88                        | 168                     | A8                      |
| Windows-1251        | 200                       | C8                        | 232                     | E8                      |
| ISO-8859-5          | 184                       | B8                        | 216                     | D8                      |
| Macintosh Cyrillic  | 136                       | 88                        | 232                     | E8                      |

## liên kết ngoài
- Định nghĩa của И tại Wiktionary
- Định nghĩa của и tại Wiktionary